# 葡萄牙里斯本聖殿
葡萄牙里斯本聖殿是葡萄牙洛里什市莫斯卡維得和波特拉堂區的耶穌基督後期聖徒教會的聖殿。它是該教會在葡萄牙建造的第一個也是目前唯一的聖殿。
2019年3月4日，教會宣布于2019年8月17日至8月31日举行公众開放日，周日除外。  2019年8月29日，葡萄牙总统马塞洛·雷贝洛·德·索萨（Marcelo Rebelo de Sousa）參觀圣殿内部开放日。 